# إدي فيرغسون
إدي فيرغسون (بالإنجليزية: Eddie Ferguson)‏ (10 سبتمبر 1949 في المملكة المتحدة - ) هو مدرب كرة قدم ولاعب كرة قدم بريطاني في مركز الوسط. لعب مع دونفرملين أثلتيك ونادي روذرهام يونايتد ونادي دمبرتون.

## وصلات خارجية
- إدي فيرغسون على موقع قاعدة بيانات كرة القدم.إي يو (الإنجليزية)